# Japan op de Paralympische Winterspelen 2018
Japan was een van de landen die deelnam aan de Paralympische Winterspelen 2018 in Pyeongchang, Zuid-Korea.

## Medailleoverzicht
| Sport       | Paralympiër     | Onderdeel                                 | Medaille |
| ----------- | --------------- | ----------------------------------------- | -------- |
| Alpineskiën | Momoka Muraoka  | Reuzenslalom, zittend (v)                 | Goud     |
| Langlaufen  | Yoshihiro Nitta | 10 km klassieke stijl, staand (m)         | Goud     |
| Snowboarden | Gurimu Narita   | Slalom, SB-LL2 (m)                        | Goud     |
|             |                 |                                           |          |
| Alpineskiën | Taiki Morii     | Afdaling, zittend (m)                     | Zilver   |
| Alpineskiën | Momoka Muraoka  | Afdaling, zittend (v)                     | Zilver   |
| Alpineskiën | Momoka Muraoka  | Slalom, zittend (v)                       | Zilver   |
| Langlaufen  | Yoshihiro Nitta | 1.5 km sprint klassieke stijl, staand (m) | Zilver   |
|             |                 |                                           |          |
| Alpineskiën | Momoka Muraoka  | Super G, zittend (v)                      | Brons    |
| Alpineskiën | Momoka Muraoka  | Supercombinatie, zittend (v)              | Brons    |
| Snowboarden | Gurimu Narita   | Snowboardcross, SB-LL2 (m)                | Brons    |

## Deelnemers en resultaten
(m) = mannen, (v) = vrouwen 

### Alpineskiën
| Paralympiër     | Onderdeel                    | Resultaat | Prestatie         |
| --------------- | ---------------------------- | --------- | ----------------- |
| Akira Kano      | Afdaling, zittend (m)        | DNF       | Niet gefinisht    |
| Akira Kano      | Super G, zittend (m)         | 5e        | 1:27.45           |
| Akira Kano      | Supercombinatie, zittend (m) | DSQ       | Gediskwalificeerd |
| Akira Kano      | Reuzenslalom, zittend (m)    | 5e        | 2:18.12           |
| Akira Kano      | Slalom, zittend (m)          | DNF       | Niet gefinisht    |
| Gakuta Koike    | Afdaling, staand (m)         | DNF       | Niet gefinisht    |
| Gakuta Koike    | Super G, staand (m)          | 27e       | 1:35.12           |
| Gakuta Koike    | Supercombinatie, staand (m)  | 14e       | 2:34.99           |
| Gakuta Koike    | Reuzenslalom, staand (m)     | 18e       | 2:26.38           |
| Gakuta Koike    | Slalom, staand (m)           | 18e       | 1:58.63           |
| Hiraku Misawa   | Afdaling, staand (m)         | 15e       | 1:31.23           |
| Hiraku Misawa   | Super G, staand (m)          | 15e       | 1:31.04           |
| Hiraku Misawa   | Supercombinatie, staand (m)  | 12e       | 2:21.85           |
| Hiraku Misawa   | Reuzenslalom, staand (m)     | DNF       | Niet gefinisht    |
| Hiraku Misawa   | Slalom, staand (m)           | DNF       | Niet gefinisht    |
| Kenji Natsume   | Afdaling, zittend (m)        | DNF       | Niet gefinisht    |
| Kenji Natsume   | Super G, zittend (m)         | DNF       | Niet gefinisht    |
| Kenji Natsume   | Supercombinatie, zittend (m) | 13e       | 2:30.93           |
| Kenji Natsume   | Reuzenslalom, zittend (m)    | 13e       | 2:23.23           |
| Kenji Natsume   | Slalom, zittend (m)          | DNF       | Niet gefinisht    |
| Taiki Morii     | Afdaling, zittend (m)        | Zilver    | 1:25.75           |
| Taiki Morii     | Super G, zittend (m)         | 8e        | 1:27.70           |
| Taiki Morii     | Supercombinatie, zittend (m) | DNF       | Niet gefinisht    |
| Taiki Morii     | Reuzenslalom, zittend (m)    | DNF       | Niet gefinisht    |
| Taiki Morii     | Slalom, zittend (m)          | 4e        | 1:42.28           |
| Takeshi Suzuki  | Afdaling, zittend (m)        | 9e        | 1:27.53           |
| Takeshi Suzuki  | Super G, zittend (m)         | 13e       | 1:29.41           |
| Takeshi Suzuki  | Supercombinatie, zittend (m) | 4e        | 2:15.67           |
| Takeshi Suzuki  | Reuzenslalom, zittend (m)    | 4e        | 2:17.80           |
| Takeshi Suzuki  | Slalom, zittend (m)          | DNF       | Niet gefinisht    |
| Kohei Takahashi | Reuzenslalom, staand (m)     | 21e       | 2:31.64           |
| Kohei Takahashi | Slalom, staand (m)           | 17e       | 1:58.37           |
|                 |                              |           |                   |
| Ammi Hondo      | Super G, staand (v)          | DNF       | Niet gefinisht    |
| Ammi Hondo      | Supercombinatie, staand (v)  | 10e       | 2:55.19           |
| Ammi Hondo      | Reuzenslalom, staand (v)     | 13e       | 2:45.38           |
| Ammi Hondo      | Slalom, staand (v)           | 8e        | 2:13.89           |
| Momoka Muraoka  | Afdaling, zittend (v)        | Zilver    | 1:34.75           |
| Momoka Muraoka  | Super G, zittend (v)         | Brons     | 1:36.10           |
| Momoka Muraoka  | Supercombinatie, zittend (v) | Brons     | 2:30.25           |
| Momoka Muraoka  | Reuzenslalom, zittend (v)    | Goud      | 2:26.53           |
| Momoka Muraoka  | Slalom, zittend (v)          | Zilver    | 2:01.19           |

### Biatlon
| Paralympiër                        | Onderdeel                   | Resultaat | Prestatie |
| ---------------------------------- | --------------------------- | --------- | --------- |
| Masaru Hoshizawa                   | 7.5 km, staand (m)          | 17e       | 23:56.9   |
| Masaru Hoshizawa                   | 12.5 km, staand (m)         | 14e       | 56:25.1   |
| Masaru Hoshizawa                   | 15 km, staand (m)           | 13e       | 54:06.2   |
| Keiichi Sato                       | 7.5 km, staand (m)          | 9e        | 20:28.1   |
| Keiichi Sato                       | 12.5 km, staand (m)         | 9e        | 42:11.2   |
| Keiichi Sato                       | 15 km, staand (m)           | 8e        | 49:39.2   |
| Kazuto Takamura Gids: Yuhei Fujita | 7.5 km, visueel beperkt (m) | 15e       | 25:46.2   |
| Kazuto Takamura Gids: Yuhei Fujita | 15 km, visueel beperkt (m)  | 13e       | 0:57:29.3 |
|                                    |                             |           |           |
| Yurika Abe                         | 6 km, staand (v)            | 9e        | 19:31.9   |
| Yurika Abe                         | 10 km, staand (v)           | 11e       | 47:22.5   |
| Momoko Deijima                     | 6 km, staand (v)            | 13e       | 20:54.5   |
| Momoko Deijima                     | 10 km, staand (v)           | 9e        | 45:45.5   |
| Momoko Deijima                     | 12.5 km, staand (v)         | 9e        | 46:01.5   |
| Nonno Nitta                        | 6 km, zittend (v)           | 13e       | 27:30.2   |
| Nonno Nitta                        | 12.5 km, zittend (v)        | 13e       | 1:05:49.0 |

### Langlaufen
| Paralympiër                                               | Onderdeel                                          | Resultaat | Prestatie |
| --------------------------------------------------------- | -------------------------------------------------- | --------- | --------- |
| Masaru Hoshizawa                                          | 1.5 km sprint klassieke stijl, staand (m)          | 19e       | 4:20.0    |
| Keigo Iwamoto                                             | 1.5 km sprint klassieke stijl, staand (m)          | 18e       | 4:12.4    |
| Keigo Iwamoto                                             | 10 km klassieke stijl, staand (m)                  | 18e       | 28:13.4   |
| Taiki Kawayoke                                            | 1.5 km sprint klassieke stijl, staand (m)          | 9e        | 3:40.5    |
| Taiki Kawayoke                                            | 10 km klassieke stijl, staand (m)                  | 10e       | 25:49.9   |
| Taiki Kawayoke                                            | 20 km vrije stijl, staand (m)                      | 9e        | 0:50:59.8 |
| Yoshihiro Nitta                                           | 1.5 km sprint klassieke stijl, staand (m)          | Zilver    | 3:38.7    |
| Yoshihiro Nitta                                           | 10 km klassieke stijl, staand (m)                  | Goud      | 24:06.8   |
| Keiichi Sato                                              | 10 km klassieke stijl, staand (m)                  | 11e       | 25:53.3   |
| Kazuto Takamura Gids: Yuhei Fujita                        | 1.5 km sprint klassieke stijl, visueel beperkt (m) | 15e       | 4:25.8    |
| Kazuto Takamura Gids: Yuhei Fujita                        | 10 km klassieke stijl, visueel beperkt (m)         | 11e       | 28:38.2   |
|                                                           |                                                    |           |           |
| Yurika Abe                                                | 1.5 km sprint klassieke stijl, staand (v)          | 13e       | 4:49.2    |
| Yurika Abe                                                | 7.5 km klassieke stijl, staand (v)                 | 13e       | 25:01.7   |
| Momoko Dekijima                                           | 7.5 km klassieke stijl, staand (v)                 | 12e       | 24:57.6   |
| Momoko Dekijima                                           | 15 km vrije stijl, staand (v)                      | 7e        | 0:55:58.3 |
| Nonno Nitta                                               | 1.1 km sprint, zittend (v)                         | 21e       | 4:20.6    |
| Nonno Nitta                                               | 5 km, zittend (v)                                  | 21e       | 22:42.3   |
|                                                           |                                                    |           |           |
| Yurika Abe Momoko Dekijima Taiki Kawayoke Yoshihiro Nitta | 4 x 2.5 km, estafette gemengd                      | 4e        | 25:48.0   |

### Sledgehockey
| Paralympiër | Onderdeel     | Resultaat | Prestatie |
| --- | ------------- | --------- | --- |
| Mikio Annaka Shinobu Fukushima Susumu Hirose Wataru Horie Hideaki Ishii Nao Kodama Masaharu Kumagai Eiji Misawa Kazuya Mochizuki Keisuke Nagumo Toshiyuki Nakamura Taimei Shiba Yoshihiro Shioya Satoru Sudo Kazuhiro Takahashi Daisuke Uehara Mamoru Yoshikawa | Team, gemengd | 8e        | Groep B (4e) KOR - JPN: 4 - 1 USA - JPN: 10 - 0 CZE - JPN: 3 - 0 Plaats 5 t/m 8 NOR - JPN: 6 - 1 Plaats 7/8 JPN - SWE: 1 - 5 |

### Snowboarden
| Paralympiër      | Onderdeel                  | Resultaat | Prestatie      |
| ---------------- | -------------------------- | --------- | -------------- |
| Gurimu Narita    | Snowboardcross, SB-LL2 (m) | Brons     | 0:58.21        |
| Gurimu Narita    | Slalom, SB-LL2 (m)         | Goud      | 0:48.68        |
| Daichi Oguri     | Snowboardcross, SB-LL1 (m) | 7e        | 1:09.93        |
| Daichi Oguri     | Slalom, SB-LL1 (m)         | 6e        | 0:58.47        |
| Atsushi Yamamoto | Snowboardcross, SB-LL1 (m) | 12e       | 1:31.71        |
| Atsushi Yamamoto | Slalom, SB-LL1 (m)         | DNF       | Niet gefinisht |

Andorra · Argentinië · Armenië · Australië · België · Bosnië en Herzegovina · Brazilië · Bulgarije · Canada · Chili · China · Denemarken · Duitsland · Finland · Frankrijk · Georgië · Griekenland · Groot-Brittannië · Hongarije · IJsland · Iran · Italië · Japan · Kazachstan · Kroatië · Mexico · Mongolië · Nederland · Nieuw-Zeeland · Noord-Korea · Noorwegen · Oekraïne · Oezbekistan · Oostenrijk · Polen · Roemenië · Servië · Slovenië · Slowakije · Spanje · Tadzjikistan · Tsjechië · Turkije · Verenigde Staten · Wit-Rusland · Zuid-Korea · Zweden · Zwitserland
Neutrale paralympische atleten